# Propergol
Propergol este un amestec de substanțe (comburant și carburant) capabil de reacții chimice puternic exoterme, utilizat în motoarele de rachetă cu destinație militară și civilă. Energia chimică este transformată în căldură în camera de ardere de unde produsele de ardere (propulsantul), se destind și imprimă o reacțiune în ajutajul reactiv asigurând forța de tracțiune a motorului.

## Caracteristici
Propergolul are următoarele caracteristici: 
- densitate: raportul debitelor volumetrice ale carburantului și comburantului în camera de ardere, influențând randamentul propergolului și definind dimensiunile rezervoarelor acestuia; densitatea depinde de coeficientul de amestec
- putere calorifică: pentru un anumit coeficient de amestec, de a cărei valoare depinde impulsul specific al motorului
- stabilitate termică: conservabilitatea compoziției chimice a propergolului la temperaturi ridicate; temperatura de ardere la care propulsantul părăsește camera de ardere, măsurată în zona mediană a jetului reactiv, ce depinde de natura propergolului, de coeficientul de amestec, de presiunea din camera de ardere etc
- gradul de ardere: reprezentat prin procesul în care propergolul se transformă complet în produse de ardere
- presiunea arderii din colul ajutajului, folosită în calculul vitezei de evacuare a gazelor arse
- viteza de evacuare: valoarea medie a particulelor componente ale jetului reactiv în secțiunea de ieșire din ajutaj, de care depinde valoarea impulsului specific.
- impuls specific: masa ce poate fi deplasată cu consumul unui kilogram de carburant într-o secundă; depinde de natura propergolului.

## Tipuri
- în funcție de numărul substanțelor componente: există propergoli monocomponenți numiți monergoli (oxigen-hidrazină, tetraoxid de azot-petrol), multicomponenți numiți diergoli (sau biergoli), și triergoli (oxigen-hidrogen-beriliu, fluor-hidrogen-litiu).
- în funcție de starea de agregare: propergolii pot fi lichizi, solizi, hibrizi sau plasmă.

### Propergol solid

Motor de rachetă cu propergol solid

Propergolii solizi sunt de obicei sub formă de pulberi metastabile, formând o substanță activă omogenă sau eterogenă. Se află în camera de ardere atât carburantul, cât și comburantul, iar din această cauză reacția de descompunere o dată inițiată nu mai poate fi oprită decât prin oprirea motorului.  
Propergol solid omogen: pe bază de nitroceluloză, dizolvată în nitroglicerină și/sau nitroguanidină cu aditivi (oxizi minerali, pulberi metalice, rășini) pentru stabilizare.
Propergol solid eterogen: amestecuri de propergoli solizi omogeni, comburantul solid este în general (perclorat de amoniu, nitrat de amoniu, perclorat de potasiu), ce reprezintă între 60% și 90% din masa pulberii, amestecat cu carburantul lichid, de obicei poliuretan sau polibutadienă (HTPB) având rol de liant.
Rachetele Titan, [Delta (rachetă)[|Delta]] și Space Shuttle Solid Rocket Boosters (SSRB) utilizează propergoli solizi. SSRB  utilizează cea mai mare rachetă cu combustibil solid construită vreodată. Fiecare rezervor conține 500.000 kg de propergol.

### Propergol lichid

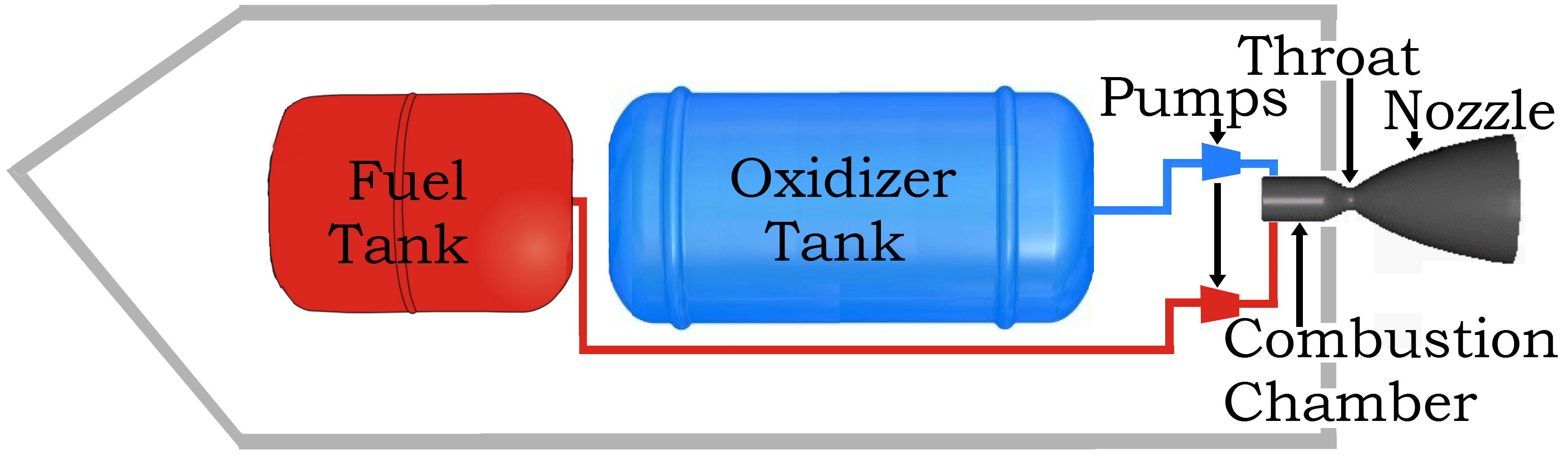
Motor de rachetă cu propergol lichid

Propergolii lichizi pot fi clasificați în trei categorii: produse petroliere, criogeni și hipergoli.
Propergolii lichizi petrolieri conțin hidrocarburi complexe, rafinate, precum  RP-1 (un tip de kerosen rafinat).  Oxigenul lichid și RP-1 s-au folosit drept combustibil pentru lansarea rachetelor Atlas, Delta II, Saturn 1B și Saturn V.
Propergolii lichizi criogeni sunt de obicei amestec de hidrogen lichid, ca și combustibil și oxigen lichid ca și oxidant (LOX/LH2). Au fost folosiți prima dată la motoarele rachetei Centaur în 1962, lansarea rachetelor SaturnV, Saturn 1B și navetele Space Shuttle.
Amestecul LOX/metan are performanțe superioare, și se preconizează să fie utilizat la viitoarele misiuni pe Marte, deoarece metanul ar putea fi parțial obținut din resursele de pe acestă planetă.
S-au dezvoltat cu succes și motoarele care folosesc fluorul lichid în amestec cu oxigen lichid, amestecul purtând numele de FOX. De asemenea, unii compuși ai florului, cum ar fi pentafluorură de clor, pot fi folosiți ca oxidanți.
Propergolii lichizi hipergoli sunt carburanți și comburanți care se aprind spontan când sunt în contact unul cu celălalt și nu necesită sursă de aprindere. Pornirea și repornirea ușoară fac ca hipergolii să fie combustibilii ideali pentru sistemele spațiale de manevră. 
Hipergolii sunt de obicei hidrazină, monometilhidrazină (MMH) și dimetilhidrazină asimetrică (UDMH). De asemenea, utilizate sunt și amestecurile de carburanți cum ar fi Aerozine 50, care conține 50% UDMH și 50% hidrazină. De obicei, oxidantul este tetraoxid de azot (NTO) sau acid azotic. 
În S.U.A. se folosește un amestec numit RFNA (red-fuming nitric acid) adăugat ca inhibitor al coroziunii. 
Rachetele din familia Titan și Delta II folosesc propergoli NTO/Aerozine 50, iar propergolii NTO/MMH se folosesc în sistemele orbitale de manevră și la sistemele de control al navetelor spațiale. RFNA/UDMH este în general folosit la rachetele militare tactice, US Army´s Lance.

### Propergol hibrid

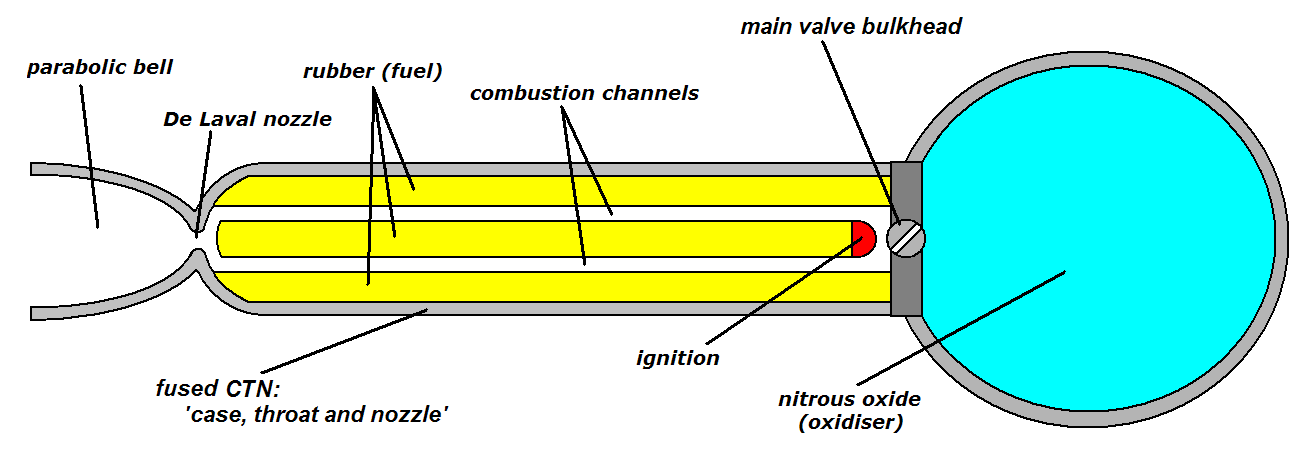
Motorul de rachetă cu propergol hibrid al SpaceShipOne

Propergolii hibrizi sunt compuși din propergol lichid sau gazos și propergol solid. De obicei combustibilul este solid, iar oxidantul este lichid. Lichidul este injectat în combustibilul solid, al cărui rezervor servește și drept cameră de ardere.
Propergolii hibrizi au performanțe ridicate, similare cu cele ale propergolilor solizi, iar combustia poate fi controlată, oprită sau repornită. 
Motoarele cu combustibili hibrizi se construiesc însă rar pentru că nu pot deplasa sarcini mari. 
SpaceShipOne, care a câștigat Ansari X Prize, a fost propulsată de un motor hibrid care folosea protoxid de azot ca oxidant lichid și HTPB combustibil solid. 

## Rezervor de propergol
Container montat pe aeronavă sau în infrastructura unui aerodrom în care sunt stocați propergolii. Aeronavele au rezervoare de propergol cu structuri rigide, cu sisteme de asigurare a etanșeității și de presurizare, cu pereți interiori compartimentați care reduc oscilațiile fluidelor conținute în timpul funcționării motoarelor. Pentru motoarele de rachetă cu propergoli solizi,  și unele motoare de rachetă cu propergoli lichizi, se utilizează rezervoare de propergol exterioare. Rezervoarele suplimentare, au formă aerodinamică, sunt dispuse în exterior, sub aripă sau la extremitățile acestora și sunt utilizate la mărirea distanței de zbor, putând fi largate după consumarea combustibilului conținut. 